# Черних Юрій Анатолійович
Черних Юрій Анатолійович (нар. 26 грудня 1981, в місті Стаханов, Луганської області) - військовий лікар-хірург, командир передової хірургічної групи. Український науковець та лікар — гінеколог-онколог, завідувач відділення онкогінекології Національного інституту раку, кандидат медичних наук, PhD, Магістр публічного управління та адміністрування. Юрист, фахівець із медичного права та судово-медичної експертизи.

## Життєпис
У 1998 році закінчив середню школу № 15 м. Стаханова Луганської області.
В 2004 закінчив в Луганський державний медичний університет, отримав кваліфікацію — лікар. В 2006 отримав спеціалізацію з Акушерства та гінекології.
З 2008 по 2011 навчався в аспірантурі на кафедрі акушерства та гінекології Луганського державного медичного університету.
Лауреат іменної стипендії Луганської обласної ради в 2008 та 2009 роках[відсутнє в джерелі].
В 2011 захистив дисертацію на здобуття наукового ступеня кандидата медичних наук на тему «Профілактика ускладнень після тотальної гістеректомії з приводу доброякісних процесів матки» (спеціальність 14.01.01 акушерство та гінекологія).
З 2011 по 2014 рік працював асистентом кафедри акушерства та гінекології Луганського державного медичного університету.
Після початку 2014 році війни на сході України, переїхав на підконтрольну владі України територію Луганської області. Приймав активну участь у відновленні роботи Луганського державного медичного університету в м. Рубіжне, Луганської області. З 2014 по 2017 рік працював доцентом кафедрі акушерства та гінекології, обраний головою Профспілкової організації ДЗ «Луганський державний медичний університет».
З 2015 по 2017 рік працював обласним позаштатним спеціалістом з акушерства та гінекології Луганської обласної військово-цивільної адміністрації. Приймав активну участь в розвитку акушерсько-гінекологічної служби в Луганської.
З 2015 очолює Громадське об'єднання «Асоціація акушерів-гінекологів Луганської області», ще є регіональним підрозділом Асоціації акушерів-гінекологів України.
В 2017 році почав навчання в докторантурі (облікова картка НДДКР) та переїхав жити на Київщину в м. Бориспіль. З 2017 по 2019 рік працював завідувачем пологового відділення Бориспільської центральної районної лікарні[неавторитетне джерело] .
В 2019 році закінчив Національну академію державного управління при Президентові України.
З 2019 по 2020 рік працював заступником начальника з хірургії Центрального госпіталю МВС України.
З 2020 року працює завідувачем відділення онкогінекології Національного інституту раку.
В 2024 році отримав диплом магістра за спеціальністю «Право» Східноукраїнського національного університету імені Володимира Даля
Автор запатентованої методики лікування «Спосіб профілактики пролапсу кукси піхви при тотальній гістеректомії»[первинне джерело].
Автор та співавтор 25 наукових праць з медицини, педагогіки та права[первинне джерело].

## Основні напрямки наукових та практичних досліджень
- Лапароскопічна хірургія органів малого тазу та черевної порожнини[12];
- Хірургічне та комбіноване лікування рецидивів та місцево розповсюджених пухлин органів тазу[13] [14];
- Реконструктивна та пластична хірургія піхви та урогенітальних ускладнень[15];
- Лікування нетримання сечі у жінок[12].

## Військова кар'єра
24 лютого 2022 року з початком повномасштабного вторгнення Росії на Україну, добровольцем вступив до Збройних Сил України, начальником медичної служби батальну територіальної оборони Київської області. Після закінчення оборони Києва, переведений начальником передового хірургічного відділення Медичних сил Збройних Сил України.
В лютому 2023 року ініціював зміни в Закон України «Про військовий обов'язок та військову службу», за змістом яких, військовослужбовці, які потребують довготривалого лікування після важких поранень можуть звільнятися з військової служби на час лікування.

## Громадська діяльність
1. Голова правління "Асоціації акушерів-гінекологів Луганської області"[17]
2. Член Ради громадського контроля при Національній службі здоров'я України [18] [19]

## Згадки в медіа
1. Інтерв'ю телеканалу "Бориспіль"
2. Інтерв'ю Газеті "ВІСТІ"
3. 1000 Особистостей м. Бориспіль
4. Юрій Черних про менеджмент у бориспільській лікарні та власні амбіції на керівній посаді